# Degradarea mediului
În căutarea unor condiții de viață din ce în ce mai confortabile, omul s-a făcut vinovat, în ultimele decenii, de o exploatare excesivă și greșită a resurselor naturale. Înrăutățirea calității solului, a apei și a aerului este cauzată în principal de poluarea industrială. În afara deșeurilor industriale, obiectele și substanțele de uz larg, odată utilizate, sunt aruncate la gunoi.
Apele curgătoare devin gropi de gunoi, dioxidul de carbon și oxizii de azot sunt purtați de vânturi la sute de kilometri depărtare de coșurile care le emit în atmosferă și se întorc pe sol sub formă de ploi acide. Poluării industriale i se adaugă cea a marilor zone urbane, dată de încălzirea locuințelor și de folosirea pe scară largă a autovehiculelor. Problema poluării este foarte acută în țările dezvoltate, dar, paradoxal, și în țările în curs de dezvoltare care, adoptând o politică neecologică, urmăresc profitul imediat decât beneficiile pe termen lung. 
De abia în ultimii ani oamenii au înțeles ca mediul este strict necesar pentru supraviețuirea speciei umane și trebuie conservat prin politici ecologice stabilite și respectate la nivel mondial.
Noul concept de dezvoltare durabilă, compatibilă cu mediul, a născut numeroase mișcări ecologiste.

## Etapele
1. În centrele urbane și industriale, pulberile emise în aer însoțesc dioxizii de carbon și de sulf și reziduurile de plumb și de hidrocarburi. Este prezentă și poluarea acustică.
2. Principalele substanțe poluante, transportate de apele curgătoare în mări, sunt produsele chimice folosite în agricultură și industrie, metalele grele toxice și îngrășămintele. Acestea din urmă determină dezvoltarea exagerată a microflorei (eutrofizare), în detrimentul celorlalte microorganisme acvatice care nu vor mai avea suficient oxigen. Și poluarea termică a apei produce daune mari.
3. Pământul, încălzit de Soare, emite radiații care sunt absorbite în troposferă de dioxidul de carbon și de vaporii de apă. Aceștia rețin căldura în apropierea suprafeței terestre, provocând încălzirea treptată a atmosferei (efectul de seră), produsă de creșterea graduala a concentrației dioxidului de carbon în aer.
4. Radiațiile solare ce ajung pe Pământ sunt reflectate de atmosfera (26%) și de suprafața terestră (4%). O parte din radiația nereflectată este difuzată în toate direcțiile de către gazele atmosferice. Radiațiile solare, fie difuzate, die reflectate, sunt absorbite în atmosferă.
5. Containerele de oțel sau beton armat cu deșeuri radioactive și corozive sunt deseori aruncate în mare fără a se cunoaște dacă acestea rezistă la acțiunea mediului marin până la descompunerea conținutului lor.
6. Coșurile centralelor termoelectrice (pe cărbune sau păcură) produc, pe lângă foarte mult fum, și poluare termică prin căldura emisă în aer de către turnurile de răcire.
7. Lichidele, cum este petrolul, deversate în mare (prin accidentele petrolierelor, prin spălarea tancurilor petroliere su prin scurgerile din puțurile petroliere submarine) ajung să fie împrăștiate în tot oceanul de către curenții marini.
8. Centralele nucleare sunt o sursă potențială de contaminare radioactivă. Apele curgătoare folosite la răcirea instalațiilor se încălzesc atât de mult încât distrug flora și fauna locală.
9. Stratul de ozon din atmosferă protejează Pământul de radiațiile ultraviolete ce provin de la Soare. în ultimii ani s-a observat că o parte din stratul de ozon a fost distrus de substanțe chimice folosite în industrie (CFC = clorfluorcarburi).
10. Exploatarea nisipului și pietrișului din albia râurilor îi modifică profilul longitudinal, accelerând eroziunea, cu consecințe grave asupra peisajului.
11. Rampă de deșeuri menajere
12. Despădurirea necontrolată produce degradarea mediului natural și reducerea înalta și chiar stratosfera.
13. Aeronavele poluează, cu gazele de combustie pe care le elimină, troposfera înaltă și chiar stratosfera.
14. Ploile se combină cu fumul emis de uzine și de centralele pe cărbune, producând acid sulfuric diluat, responsabil de acidularea apelor și de îmbolnăvirea pădurilor.
15. Îngrășămintele și pesticidele folosite în exces sunt duse de apele râurilor în mare, modificând echilibrul ecologic. O parte pătrund în pământ, contaminând apele subterane.